# کویی، تاسمانیا
کویی (به انگلیسی: Cooee) یک حومه شهر در استرالیا است که در تاسمانی واقع شده‌است.